# تدهور الغابات

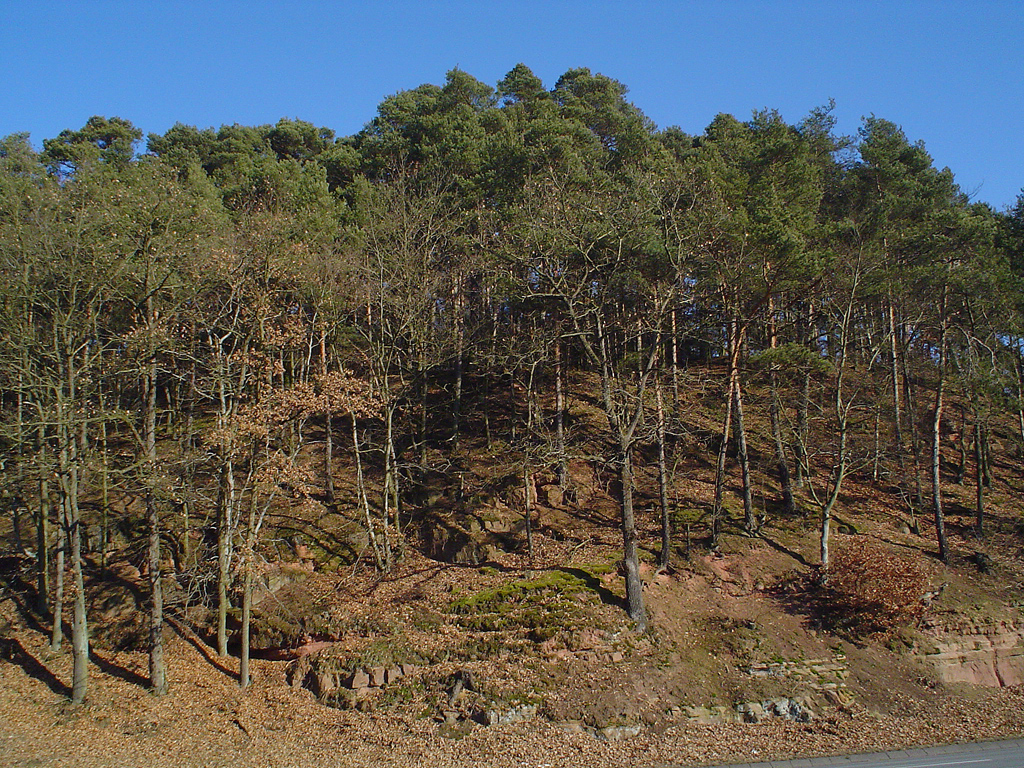
تدهور الغابات في لاهنبرغ، ألمانيا.

تدهور الغابات (بالإنجليزية: Forest degradation)‏، هي عملية تتضاءل فيها الثروات البيولوجية في منطقة الغابات بشكل دائم بسبب عامل أو بمجموعة من العوامل. «هذا لا ينطوي على خفض مساحة الغابات، وإنما هو انخفاض نوعية في حالته». وهذا التدهور يجعل الغابات أقل قيمة وقد تؤدي إلى إزالة الغابات. ويشكل تدهور الغابات نوعاً من المسألة الأعم المتعلقة بتدهور الأراضي.